# Sphecodes lunaris
Sphecodes lunaris är en biart som beskrevs av Joseph Vachal 1904. Sphecodes lunaris ingår i släktet blodbin, och familjen vägbin. Inga underarter finns listade i Catalogue of Life.